# Hof (Büchlberg)
Hof ist ein Gemeindeteil von Büchlberg im niederbayerischen Landkreis Passau.
Der Weiler hat insgesamt 20 Einwohner.